# Goniothalamus gabriacianus
Goniothalamus gabriacianus är en kirimojaväxtart som först beskrevs av Henri Ernest Baillon, och fick sitt nu gällande namn av Suzanne Ast. Goniothalamus gabriacianus ingår i släktet Goniothalamus och familjen kirimojaväxter. Utöver nominatformen finns också underarten G. g. coriaceifolius.